# Гуджарат
Гуджара́т (гудж. ગુજરાત; хинди गुजरात; англ. Gujarat) — штат на западе Индии. Столица — город Гандинагар, крупнейший город — Ахмадабад. Население 60 383 628 человек (десятое место среди штатов; данные 2011 г.).

## География
Гуджарат находится на северо-западе полуострова Индостан, в геологическом плане — на Индостанской плите. Граничит с Пакистаном (на северо-западе), штатами Раджастхан (на северо-востоке), Мадхья-Прадеш (на востоке) и Махараштра (на юге), а также, с союзными территориями Даман и Диу и Дадра и Нагар-Хавели. На западе штат омывается Аравийским морем, длина береговой линии — около 1600 км. Большая часть Гуджарата сосредоточена на полуострове Катхиявар. Главные реки: Нармада, Тапти и Сабармати.
По данным на 2009 год, лишь 7,46 % территории штата покрыто лесами. Крупнейшие лесные массивы сосредоточены в округе Данг. Несмотря на это, в штате есть четыре национальных парка, один из которых, Гирский лес, является последним местом обитания азиатского льва. Другие национальные парки: Вансда, Велавадар и морской парк залива Кач. Имеется также несколько заповедников.

## История
До нашей эры территория Гуджарата входила в сферу влияния цивилизации долины Инда.
Гуджаратская династия Соланки правила землями современного штата с 960 по 1243 годы. Гуджарат был важным центром торговли на Индийском океане, а его столица, город Патан — одним из крупнейших городов Индии того времени с населением около 100 тыс. человек (в 1000 году). Известный гуджаратский храм Сомнатх был разрушен в 1026 году Махмудом Газневи.
После 1243 года Соланки потеряли контроль над территорией Гуджарата, в этот период стала особенно выделяться династия Вагхела из города Дхолка. В 1292 году Вагхелы слились с династией Ядавов, правившей в Даулатабаде. Несмотря на краткий срок правления Вагхелов (76 лет), два правителя династии: Вирдхавал и Вишалдев добились успехов в процветании и стабильности региона; в этот период были построены многие храмы.
Правитель Карандев был последним индуистским правителем Гуджарата, он потерпел поражение в битве с Алауддином Хилджи, пришедшим из Дели в 1297 году. Это поражение стало началом долгого правления мусульман и потерей раджпутских династий контроля над этими землями.
До того как окончательно обосноваться здесь в 1298 году, мусульмане лишь имели случайные контакты с этой частью Индии, они прибывали сюда главным образом как мореплаватели и торговцы. Обоснование двух маленьких населённых пунктов, миссионерская деятельность и последующие завоевания послужили началом мусульманского правления в Гуджарате, которое продолжалось почти 400 лет, до завоевания этих территорий маратхами в первой половине XVIII века. В начале XV века был основан самостоятельный Гуджаратский султанат.
Первыми европейцами, обосновавшимися в этих местах, были португальцы, которые приобрели несколько анклавов на побережье, включая Даман и Диу, Дадра и Нагар-Хавели.
Британская Ост-Индская компания обосновала завод в Сурате в 1614 году, однако с приобретением Бомбея в 1668 году он потерял своё значение.
Лидер маратхов Шиваджи атаковал город между 1664 и 1679 годами и грабил его 3 раза. Это послужило началом правления маратхов в Гуджарате.
Британская Ост-Индская компания смогла установить контроль над большей частью Гуджарата лишь в начале XIX века в ходе Второй англо-маратхской войны (1803—1805).
Многие местные правители заключили с англичанами сепаратный мир, признав британский суверенитет в обмен на местное самоуправление; Гуджарат стал частью Бомбейского президентства, за исключением района Барода. На протяжении XIX и XX веков большая часть современного штата делилась на несколько сотен маленьких самоуправляющихся княжеств, лишь некоторые районы напрямую подчинялись британцам.
Гуджарат сыграл важную роль в борьбе за независимость Индии. Многие видные деятели борьбы, включая Махатму Ганди, происходят именно из Гуджарата. На момент получения независимости страны в 1947 году Гуджарат являлся частью штата Бомбей.
1 мая 1960 года Бомбей был разделён по языковому признаку на 2 штата: гуджаратиязычный Гуджарат (на севере) и маратхиязычный Махараштра (на юге). Первоначально столицей Гуджарата был город Ахмадабад, однако в 1970 году столица была перемещена в Гандинагар.
26 января 2001 года Гуджарат пострадал от сильного землетрясения. Землетрясение магнитудой 7,7 произошло в 8:46 по местному времени и продолжалось более 2 минут, эпицентр находился в округе Кач. Эти события унесли жизни около 20 тыс. человек, более 160 тыс. были ранены, более 600 тыс. остались без крова.

## Административное деление
Во время формирования штата из северной части штата Бомбей в 1960 году, он подразделялся на 17 округов. Со временем были образованы несколько дополнительных округов, и сейчас их число равняется 26.

## Население
По данным переписи 2011 года, население штата составляло 60 383 628 человек. Плотность населения — 308,04 чел./км², сравнительно небольшая по сравнению с другими штатами страны. Около 88,6 % населения Гуджарата — индуисты, 9,7 % исповедуют ислам, 1 % — джайнизм, 0,5 % — христианство, около 0,1 % — сикхизм и 0,05 % — буддизм.
Наиболее распространённым языком штата является гуджарати, который является родным для 84,48 % населения. Другие языки включают: бхили (4,75 %), хинди (4,72 %), синдхи (1,89 %), маратхи (1,51 %), урду (1,09 %), конкани (0,38 %). Урду распространён среди мусульман штата. На Маратхи говорят главным образом в городах вблизи границы с Махараштрой, в Сурате и Вадодаре.
Динамика численности населения:
- 1951: 16 263 000 чел.
- 1961: 20 633 000 чел.
- 1971: 26 697 000 чел.
- 1981: 34 086 000 чел.
- 1991: 41 310 000 чел.
- 2001: 50 671 000 чел.
- 2011: 60 383 628 чел.

Крупные города:
- Ахмадабад: 6 352 254 чел.
- Сурат: 4 462 002 чел.
- Вадодара: 1 822 221 чел.
- Раджкот: 1 390 640 чел.
- Бхавнагар: 605 882 чел.
- Джамнагар: 600 943 чел.
- Джунагадх: 320 250 чел.

## Язык и литература
Гуджарати — наиболее распространённый язык штата Гуджарат, относится к индоарийской группе индоевропейской языковой семьи. Так же, как и другие индоарийские языки, гуджарати развился из санскрита; наряду с синдхи и цыганским, гуджарати относится к наиболее западным языкам своей группы. На этом языке говорят более 46 млн человек, что делает его 26-м самым распространённым в мире. Гуджарати был родным языком «отца Индии» — Махатмы Ганди и «отца Пакистана» — Мухаммада Али Джинна.
Как и многие другие языки Индии, гуджарати имеет свой собственный алфавит, главным отличием которого от деванагари является отсутствие горизонтальной черты, к которой крепятся буквы.
Гуджаратская литература имеет почти тысячелетнюю историю. Наиболее известны такие авторы, как: Ачарья Хемачандра, Нарсинх Мехта, Мирабай, Акхо, Премананд Бхатт, Шамаль Бхатт, Даярам, Далпатрам, Нармад, Говардханрам Трипатхи, Ганхиджи, Умашанкар Джоши, Суреш Джоши, Панналал Пател, Раджендра Кешавлал Шах.

## Политика
Бхаратия Джаната Парти находится у власти в штате с 2001 года. Многие партийные функционеры, включая главного министра Нарендру Моди, обвинялись в невмешательстве во время антимусульманских беспорядков, в которых по разным оценкам погибло 1-3 тыс. мусульман (мусульмане составляют около 30 % населения штата). В результате позиции партии в штате несколько ослабли — на выборах в Лок Сабху 2004 года она получила 14 мест в парламенте от Гуджарата против 12 у Индийского Национального Конгресса, в то время как в 1999 году получила все 26.
Список губернаторов:
- 1960—1965: Мехди Наваз Джунг
- 1965—1967: Нитянанд Канунго
- 1967: П. Н. Бхагвати
- 1967—1973: Шриман Нараян
- 1973: П. Н. Бхагвати (второй срок)
- 1973—1978: Камбантходатх Кунхан Вишванатхам
- 1978—1983: Шарада Мукхерджи
- 1983—1984: Кижекетхил Мэтью Чанди
- 1984—1986: Брадж Кумар Неру
- 1986—1990: Рам Кришна Триведи

- 1990: Махипал Шастри
- 1990—1995: Саруп Сингх
- 1995—1996: Нареш Чандра
- 1996—1998: Кришна Пал Сингх
- 1998—1999: Аншуман Сингх
- 1999: К. Г. Балакришнан
- 1999—2003: Сундер Сингх Бхандари
- 2003—2004: Кайлашпати Мишра
- 2004: Балрам Джахар
- 2004 — : Навал Кишоре Шарма

## Экономика

### Сельское хозяйство
Гуджарат является основным в Индии производителем табака, хлопка и арахиса. Среди других культур стоит выделить также рис, пшеницу, просо и кукурузу. Посевные площади составляют почти половину от общей площади штата.
Кроме того, имея развитое молочное животноводство, Гуджарат является крупнейшим в Индии производителем молока.
Как и в большей части Индии, начиная с 60-х годов XX века важную роль в сельском хозяйстве штата играет орошение за счёт подземных вод. Однако, в последние годы специалисты прогнозируют истощение запасов воды, уже много лет наблюдая понижение уровня грунтовых вод, что может привести к катастрофическим последствиям.

## Транспорт
В Гуджарате имеется 10 аэропортов, все они, за исключением международного аэропорта имени Сардара Валлаббхай Патела, принимают только местные рейсы. Железнодорожный вокзал города Вадодара является самым загруженным в штате и четвёртым по загруженности в Индии, расположен на главной ветке Мумбаи — Дели. Другие важные железнодорожные станции находятся в городах: Сурат, Ахмадабад и Раджкот. Автобусное сообщение в штате обеспечивает компания GSRTC (Gujarat State Road Transport Corporation). Распространённым общественным транспортом являются также авторикши.

## Культура
Музеи штата находятся под управлением Департамента музеев, который размещается в главном музее Вадодары (Baroda Museum & Picture Gallery). Этот музей был основан в 1894 году, содержит в себе богатую коллекцию живописи, скульптуры, объектов этнографии и этнологии. Другие музеи штата включают:
- The Gandhi Smarak Sangrahalaya
- Calico Museum of Textiles
- The Vadodara Museum
- Maharaja Fatehsingh Museum
- The Gandhi Museum
- The Watson Museum и др.

Гуджаратская киноиндустрия — одна из крупнейших среди регионов страны, берёт своё начало в 1932 году с выпуском фильма «Narsinh Mehta».

## Достопримечательности
Среди достопримечательностей штата стоит отметить храм Дваракадиши, расположенный в городе Дварка, на крайнем западе полуострова Катхиявар. Дварка считается одним из священных городов индуистов. Множество джайнистских храмов расположены в городе Палитана, в 51 км к юго-западу от Бхавнагара. Интересен храм Шивы Сомнатх, и множество других храмовых комплексов Гуджарата.
В штате также расположено несколько исторических памятников индийской цивилизации, такие как руины городов Лотхал и Дхолавира.
Главный музей штата находится в городе Вадодара и включает в себя картинную галерею.

## Образование
Высшие учебные заведения штата включают:
- Gujarat University (Ахмадабад)
- Centre for Environmental Planning and Technology University (Ахмадабад)
- Gujarat Technological University (Ахмадабад)
- Indian Institute of Management Ahmedabad
- Central Salt and Marine Chemicals Research Institute (Бхавнагар)
- Sardar Vallabhbhai National Institute of Technology (Сурат)
- National Institute of Design (Ахмадабад)
- Veer Narmad South Gujarat University (Сурат)
- Saurashtra University (Раджкот)
- Sardarkrushinagar Dantiwada Agricultural University (Паланпур)
- Dhirubhai Ambani Institute of Information and Communication Technology (Гандинагар) и др.